# Porizon
Porizon is een geslacht van insecten uit de familie van de gewone sluipwespen (Ichneumonidae).

## Soorten
- Porizon albistriae (Horstmann, 1987)
- Porizon argyresthiae (Rohwer, 1917)
- Porizon arthroleucus Costa, 1886
- Porizon cleui (Cleu, 1933)
- Porizon cupressi (Ashmead, 1890)
- Porizon exsectus Brues, 1910
- Porizon fleutiauxi Vachal, 1908
- Porizon humuli (Horstmann, 1987)
- Porizon laevigator Schiodte, 1839
- Porizon laspeyresiae (Rohwer, 1917)
- Porizon milleri (Rohwer, 1917)
- Porizon moderator (Linnaeus, 1758)
- Porizon transfuga (Gravenhorst, 1829)